# حازم مبروک عواض
حازم مبروک عواض (انگلیسی: Hazem Mabrouk Awaad؛ زادهٔ ۲۲ نوامبر ۱۹۷۳) بازیکن هندبال اهل مصر بود.